# Leszek Nawrocki (polityk)
Leszek Nawrocki (ur. 21 października 1961) – polski samorządowiec i architekt, w latach 1990–1994 wiceprezydent, a w latach 1994–1995 prezydent Mysłowic.

## Życiorys
Pochodzi z Imielina. W 1985 ukończył studia na Wydziale Architektury Politechniki Śląskiej, uzyskał też uprawnienia rzeczoznawcy majątkowego. W marcu 1990 został przewodniczącym Komitetu Obywatelskiego „Solidarności” w Imielinie. W tym samym roku wybrano go radnym rady miejskiej Mysłowic (których Imielin był wówczas częścią). Od 1990 zajmował stanowisko wiceprezydenta Mysłowic, następnie pozostawał prezydentem miasta od 2 lipca 1994 do 13 marca 1995. Po odejściu z urzędu miasta prowadził własną pracownię architektoniczną, później pracował jako pośrednik nieruchomości. W 2019 był projektantem Pomnika Powstańców Śląskich w Mysłowicach.